# Ільменно-бугровий заказник
Ільме́нно-бугро́вий державний природний заказник (рос. Ильменно-бугровой государственный природный заказник) — російський природний комплексно-ландшафтний заказник, розташований на території Астраханської області Південного федерального округу.

## Географія
Заказник розташований на території Ікрянинського та Нарімановського районів Астраханської області, входить до складу Західного ільменно-бугрового району. Відмінною особливістю ландшафту є наявність прямолінійних та паралельно розташованих у широтному напрямку пагорбів (бугри Бера) довжиною до 20 км, шириною 200–800 м та висотою до 20 м. Між буграми знаходяться єрики та ільмені — озера глибиною 1-1,5 м.
На території резервату можна виділити декілька територіальних відмінних частин:
- прісні та слабкосолоні глибоководні ільмені з прибережними очеретно-рогозовими заростями — площа приблизно 1800 га. Ільмені Бунтур (частина), Табі-Хурдун, Річка Табун, Велика Хамата, Джора;
- прісні та слабкосолоні ільмені з плавневими суцільними очеретно-рогозовими заростями — площа приблизно 1000 га. Ільмені Каремта, Пічкін-Хамата, Великий та Малий Табун, ахри-Куль, Амта, Ювяль, Бантур (частина);
- єрики з прибережними вербово-очретно-рогозовими заростями глибиною до 2-3 м — площа 150 га. Єрики Бунтур, Зелений Камишовий;
- грядові піщано-глинисті пагорби (беровські бугри) з різнотравно-полинною рослинністю лі лесовими ґрунтами — площа 1500 га. Бугри Хамата, Великий та Малий Джора, Неізвестний, Безіменний, Керемта, Салгін-Тата, Бунторол, Ножан, Андир-Боро, Табун, Убир, Батханта, Актиряк-Бук;
- акумулятивна рівнина з різнотравно-злаковими луками на тимчасово затоплених ділянках суходолу, вербовими лісами та солончаками — площа приблизно 2250 га.

Водопостачання ільменів здійснюється природним шляхом за рахунок паводкових вод з Волги та її рукавів, після паводків, в основному штучно за рахунок насосних станцій.

## Історія та значення
Заказник був утворений з метою збереження та відновлення унікальних природних комплексів постановою голови адміністрації Астраханської області № 198 від 17 липня 1995 року. Постановою уряду Астраханської області від 20 березня 2007 року № 88-П затверджено положення про заказник, згідно з яким його територія складається з 2 кластерів (ділянок).
Однією із цілей створення заказника полягала у збереженні в дикій природі деяких видів птахів. Окрім того, резерват став місцем проведення наукових робіт — тут проходять практику студенти, приїжджають різноманітні делегації з науковими цілями.

## Біоценоз
У заказнику охороняються водно-болотні, лучні, лісові, пустельні екосистеми, ільменно-бугровий ландшафт.
Флора заказника не відрізняється значним багатством, тут відмічено 319 видів рослин з 68 родин. Найбільш поширеними виступають складноцвіті (40 видів), лободові (34 види), злакові (31 вид), бобові (20 видів), хрестоцвіті (19 видів), осокові (13 видів), шорстколисті (13 видів). Рідкісні та зникаючі види рослин: роголосник донський, ірис карликовий (або ірис низький), тюльпан Шренка, тюльпан Бібірштейна, водяний горіх. Однак різноманіття рослинних угрупувань велике і це робить даний регіон особливо цінним з ботанічної точки зору.
Фауна унікальна і представлена птахами (224 види), ссавцями (41 вид), плазунами (8 видів), земноводними (3 види). Рідкісні та зникаючі види птахів: пелікан рожевий, пелікан кучерявий, баклан малий, косар, орлан-білохвіст. У зв'язку з підвищенням рівня Каспійського моря умови проживання диких тварин у дельті Волги погіршується. Це змушує їх переселятись в інші місця, в основному на територію заказника, і дана роль резервата буде з роками зростати. Характерна особливість даного регіону — тісне сусідство та чергування пустельно-степових та водно-болотних угідь, що перевершує своєрідність та унікальність біоценозів.

## Екологія
На екосистему заказника негативно впливають очеретяні пожежі, а також недостатнє заводнення при низьких та коротких весняно-літніх паводках, які призводять до засолення ґрунту та підвищення мінералізації водойм. Поширеним явищем є замерзання водойм при низьких температурах взимку, що призводить до вимирання іхтіофауни.